# Maximiliano Coronel
Maximiliano Coronel (Buenos Aires, Argentina; 28 de abril de 1989) es un futbolista argentino que juega como defensor central en el All Boys de la Primera Nacional.

## Trayectoria
Surgído de las inferiores de All Boys, Maximiliano Coronel debutó en River Plate el 19 de agosto de 2009 frente a Lanús por la Copa Sudamericana en la derrota por 2 a 1.
Fue cedido por dos años a All Boys en donde disputó 35 partidos y convirtió un gol (ante Newell´s Old Boys en el Torneo Final 2013).
En julio del 2013 es cedido a préstamo por un año a Gimnasia y Esgrima La Plata. A fines de julio de 2014, el jugador se desvinculó de River y arregló su continuidad en Gimnasia cedido a préstamo por tres años.
Luego de muchos años y más de 100 partidos en el "lobo", en 2022 se convirtió en nuevo jugador del Cúcuta Deportivo.

## Estadísticas
Actualizado al 30 de noviembre de 2024
| River Plate Argentina |               |               |     |    |    |   |   |     |     |    |
| 1.ª | A-2009        | 10            | 0   | -  | -  | 2 | 0 | 12  | 0   |    |
| 1.ª | C-2010        | 2             | 0   | -  | -  | - | - | 2   | 0   |    |
| 1.ª | A-2010        | 2             | 0   | -  | -  | - | - | 2   | 0   |    |
| Total club | Total club    | 14            | 0   | 0  | 0  | 2 | 0 | 16  | 0   |    |
| All Boys Argentina |               |               |     |    |    |   |   |     |     |    |
| 1.ª | A-2011        | 6             | 0   | 1  | 0  | - | - | 7   | 0   |    |
| 1.ª | C-2012        | 11            | 0   | -  | -  | - | - | 11  | 0   |    |
| 1.ª | I-2012        | 11            | 0   | -  | -  | - | - | 13  | 0   |    |
| 1.ª | F-2013        | 7             | 1   | 2  | 0  | - | - | 9   | 1   |    |
| Total club | Total club    | 35            | 1   | 3  | 0  | 0 | 0 | 38  | 1   |    |
| Gimnasia y Esgrima La Plata Argentina |               |               |     |    |    |   |   |     |     |    |
| 1.ª | I-2013        | 5             | 0   | -  | -  | - | - | 5   | 0   |    |
| 1.ª | F-2014        | 7             | 0   | -  | -  | - | - | 7   | 0   |    |
| 1.ª | 2014          | 6             | 0   | -  | -  | - | - | 6   | 0   |    |
| 1.ª | 2015          | 28            | 3   | 3  | 0  | - | - | 31  | 3   |    |
| 1.ª | 2016          | 13            | 0   | 1  | 0  | - | - | 14  | 0   |    |
| 1.ª | 2016-17       | 11            | 0   | 3  | 0  | - | - | 14  | 0   |    |
| 1.ª | 2017-18       | 14            | 0   | 1  | 0  | - | - | 15  | 0   |    |
| 1.ª | 2018-19       | 22            | 1   | 12 | 0  | - | - | 34  | 1   |    |
| 1.ª | 2019-20       | 16            | 1   | -  | -  | - | - | 16  | 1   |    |
| 1.ª | 2021          | 22            | 3   | 1  | 0  | - | - | 23  | 3   |    |
| Total club | Total club    | 144           | 8   | 21 | 0  | 0 | 0 | 165 | 8   |    |
| Cúcuta Deportivo · Colombia |               |               |     |    |    |   |   |     |     |    |
| 2.ª | 2022          | 7             | 0   | -  | -  | - | - | 7   | 0   |    |
| Total club | Total club    | 7             | 0   | -  | -  | - | - | 7   | 0   |    |
| Deportivo Morón Argentina |               |               |     |    |    |   |   |     |     |    |
| 2.ª | 2023          | 26            | 0   | 1  | 0  | - | - | 27  | 0   |    |
| Total club | Total club    | 26            | 0   | 1  | 0  | - | - | 27  | 0   |    |
| All Boys Argentina |               |               |     |    |    |   |   |     |     |    |
| 2.ª | 2024          | 28            | 1   | -  | -  | - | - | 28  | 1   |    |
| 2.ª | 2025          | 0             | 0   | -  | -  | - | - | 0   | 0   |    |
| Total club | Total club    | 28            | 1   | -  | -  | - | - | 28  | 1   |    |
| Total carrera | Total carrera | Total carrera | 254 | 10 | 25 | 0 | 2 | 0   | 281 | 10 |
| (1) Incluye datos de la Copa Argentina (2011-12, 2012-13, 2014-15, 2015-16, 2017, 2018, 2019); Copa de la Superliga Argentina (2019). (2) Incluye datos de la Copa Sudamericana (2009). (3) No incluye goles en partidos amistosos. |               |               |     |    |    |   |   |     |     |    |